# Physochlaina

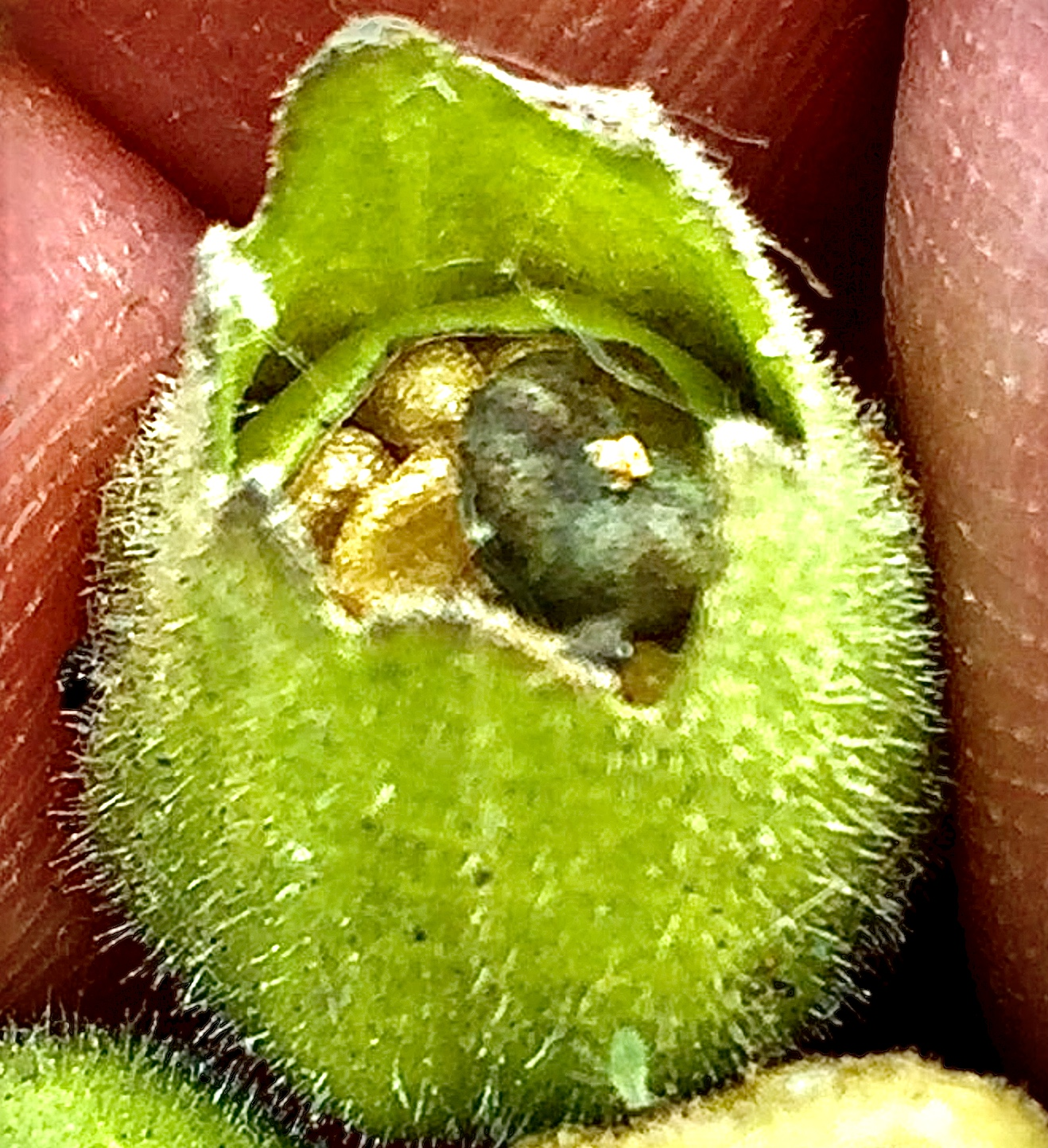
Deckelkapsel mit anhaftendem Kelch von Physochlaina orientalis

Physochlaina ist eine Pflanzengattung aus der Familie der Nachtschattengewächse (Solanaceae). Sie besteht aus acht bis elf Arten, die in Asien verbreitet sind.

## Beschreibung

### Vegetative Merkmale
Physochlaina-Arten sind ausdauernde, krautige Pflanzen mit robusten, fleischigen, knollenbildenden Wurzel. Die Stängel sind aufrecht oder aufsteigend und werden 0,3 bis 0,7 (selten 0,1 bis 1) m hoch. Sie sind verzweigt, gewinkelt und mit einfachen oder mit ein- oder mehrzelligen Köpfen versehenen, drüsigen Trichomen behaart. Die Laubblätter besitzen 1 bis 8 cm lange Blattstiele. Die Blattspreiten sind 4 bis 22 cm lang und 2 bis 12 cm breit, ihre Form ist eiförmig-elliptisch, dreieckig oder eiförmig dreieckig. Der Blattrand kann ganzrandig, gewellt oder mit wenigen unregelmäßigen Zähnen besetzt sein.

### Blütenstände und Blüten
Die rispenförmigen Blütenstände stehen endständig oder achselständig. Sie bestehen aus drei bis vierzehn Blüten, die von schuppenförmigen oder laubblattartigen Tragblättern begleitet werden. Die Blüten sind nahezu aufsitzend oder stehen an 2 bis 20 mm langen Blütenstielen. Der Kelch ist radiärsymmetrisch und glockenförmig, röhrenförmig-glockenförmig oder röhrenförmig-urnenförmig. Er wird 6 bis 11 (selten auch bis 15) mm lang und ist mit fünf dreieckigen, meist gleichgestaltigen Kelchzipfeln besetzt, die ein Drittel bis ein Viertel (selten die Hälfte) der Länge der Kelchröhre erreichen. Die Krone ist radiärsymmetrisch, wird 15 bis 30 mm lang und besteht aus einem basalen, röhrenförmigen Abschnitt, der sich nach oben verbreitert und mit dreieckigen bis breit eiförmigen Kronzipfeln besetzt ist, die ein Viertel bis ein Fünftel der Länge der Kronröhre erreichen. Die Färbung der Krone kann violett, purpurn oder gelb mit purpurner Aderung sein.
Die Staubblätter können über die Krone hinaus stehen oder von ihr umgeben werden. Die Staubfäden sind deutlich länger als die Staubbeutel. Der Ansatzpunkt der Staubfäden liegt in der Mitte der Kronröhre, die Staubbeutel sind dorsal (rückseitig) an den Staubfäden fixiert und erreichen eine Länge von 1,9 bis 2,6 (selten nur 1,5) mm. Die Pollenkörner sind mit einer Größe von 35 bis 36 µm mittelgroß, ihre Form ist nahezu kugelförmig, sie sind pentacolporat oder öfters auch tetracolporat. Die Narbe ist scheibenförmig. Es wird ein hervortretendes, ringförmiges Nektarium gebildet.

### Früchte und Samen
Die Früchte sind nahezu kugelförmige oder langgestreckte Pyxidien, Deckelkapseln, die in einem stark vergrößerten, aufgeblasenen und auf 15 bis 20 (selten bis 23) mm vergrößerten Kelch mit spitzen Zipfeln verborgen sind. Die Samen sind 2,2 bis 2,8 mm lang und 1,2 bis 2,5 mm breit. Ihre Form ist entweder eiförmig, kugelförmig oder elliptisch, sie können eingedrückt, nur leicht eingedrückt oder ausgeprägt eingedrückt sein. Das relativ große Hilum ist basal angeordnet und herausstehend bis stark herausstehend. Die Oberfläche der Samen ist meist netzartig, gelegentlich hirnförmig und nur in der Nähe des Hilums netzartig. Der Embryo ist fast schraubenförmig, Endosperm wird reichlich ausgebildet.

### Weitere Merkmale
Das Alkaloid Physochlain wurde bisher ausschließlich in Arten der Gattung Physochlaina nachgewiesen, zudem enthalten sie unter anderem Hyoscyamin, Scopolamin und Cuscohygrin. Karyologische Studien an zwei Arten ergaben eine Basischromosomenzahl von x = 14.

## Verbreitung und Standorte
Die Arten der Gattung Physochlaina sind in Asien verbreitet und kommen dort in Tälern und Bergwäldern in Höhenlagen zwischen 800 und 4500 m vor.

## Systematik

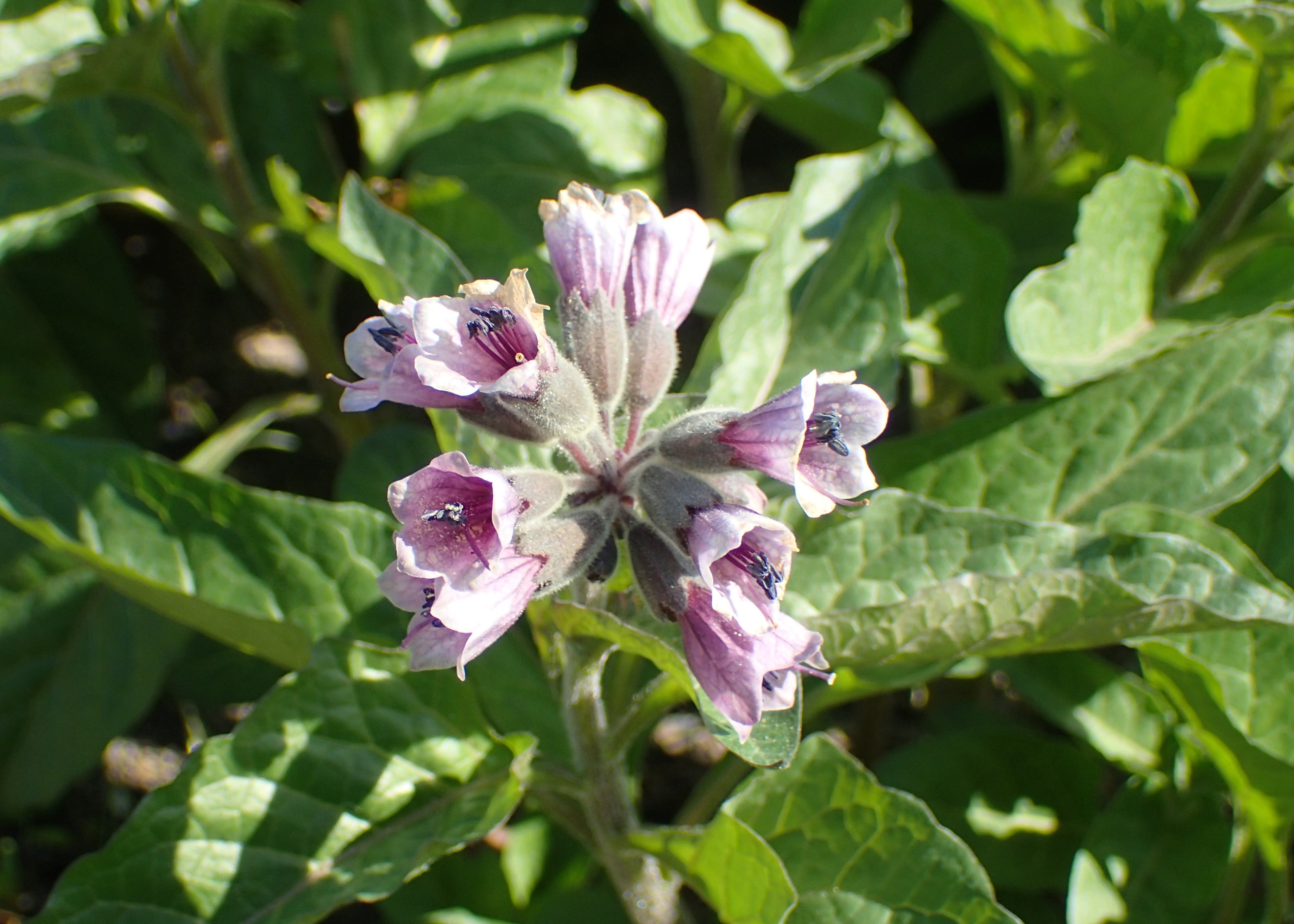
Physochlaina orientalis

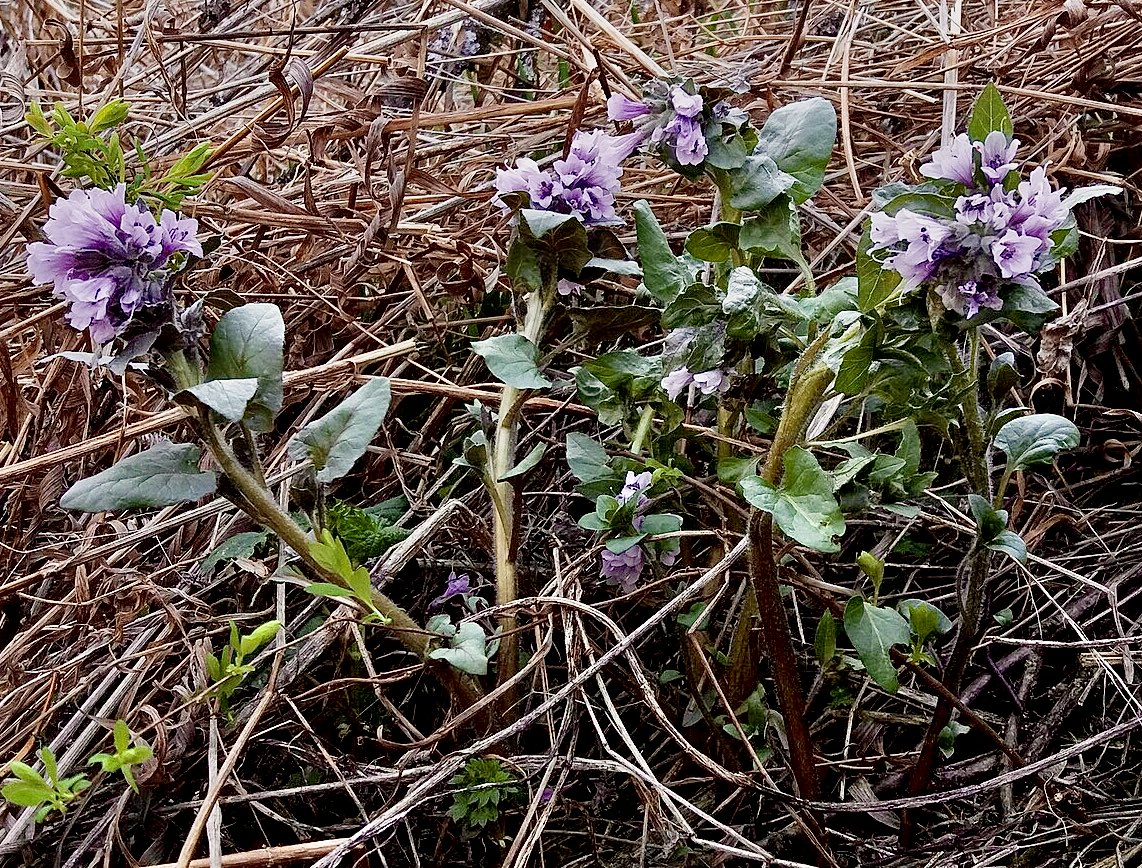
Physochlaina physaloides

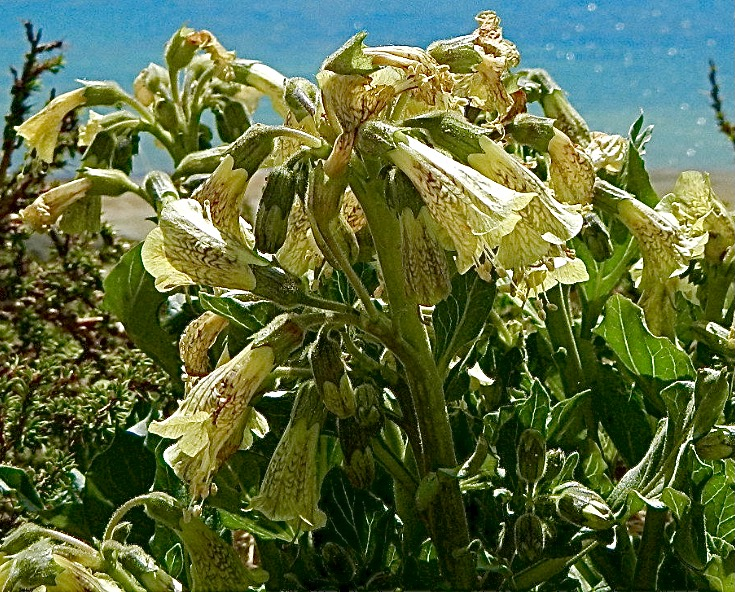
Physochlaina praealta

### Äußere Systematik
Innerhalb der Nachtschattengewächse (Solanaceae) wird die Gattung in die Hyoscyaminae eingeordnet, die zunächst als Subtribus, später als Tribus geführt wurden. Sowohl die morphologisch begründete Systematik von Armando Hunziker als auch die molekularbiologisch begründete Systematik Richard Olmsteads ordnen die Tribus in die Unterfamilie Solanoideae ein. Neben Physochlaina zählt Olmstead die Gattungen Anisodus, Archihyoscyamus, Atropa, Atropanthe, Hyoscyamus, Przewalskia und Scopolia in die Tribus, Hunziker ordnet die Gattung Atropa in eine eigenständige Tribus Atropeae, Archihyoscyamus ordnet er als Synonym den Hyoscyamus zu.

### Innere Systematik
Je nach Autor wird die Anzahl der Arten in modernen Bearbeitungen mit acht oder elf angegeben. Nach Hunziker und POWO gehören folgende Arten zur Gattung:
- Physochlaina alaica Korotkova: Sie kommt in Zentralasien vor.[4]
- Physochlaina albiflora Grubov: Sie kommt in der Mongolei vor.[4]
- Physochlaina capitata A.M.Lu
- Physochlaina infundibularis Kuang
- Physochlaina macrocalyx Pascher
- Physochlaina macrophylla Bonati
- Physochlaina orientalis G. Don
- Physochlaina physaloides (L.) G. Don
- Physochlaina praealta (Decne.) Miers
- Physochlaina semenowi Regel

Die Typusart ist Physochlaina physaloides.
Der Gattungsname leitet sich aus dem Griechischen ab, physa bedeutet Blase und chlaina bezeichnet eine äußere Hülle.

## Nachweise